# Maritrema megametrios
Maritrema megametrios är en plattmaskart. Maritrema megametrios ingår i släktet Maritrema och familjen Microphallidae. Inga underarter finns listade i Catalogue of Life.